# 地名辞典

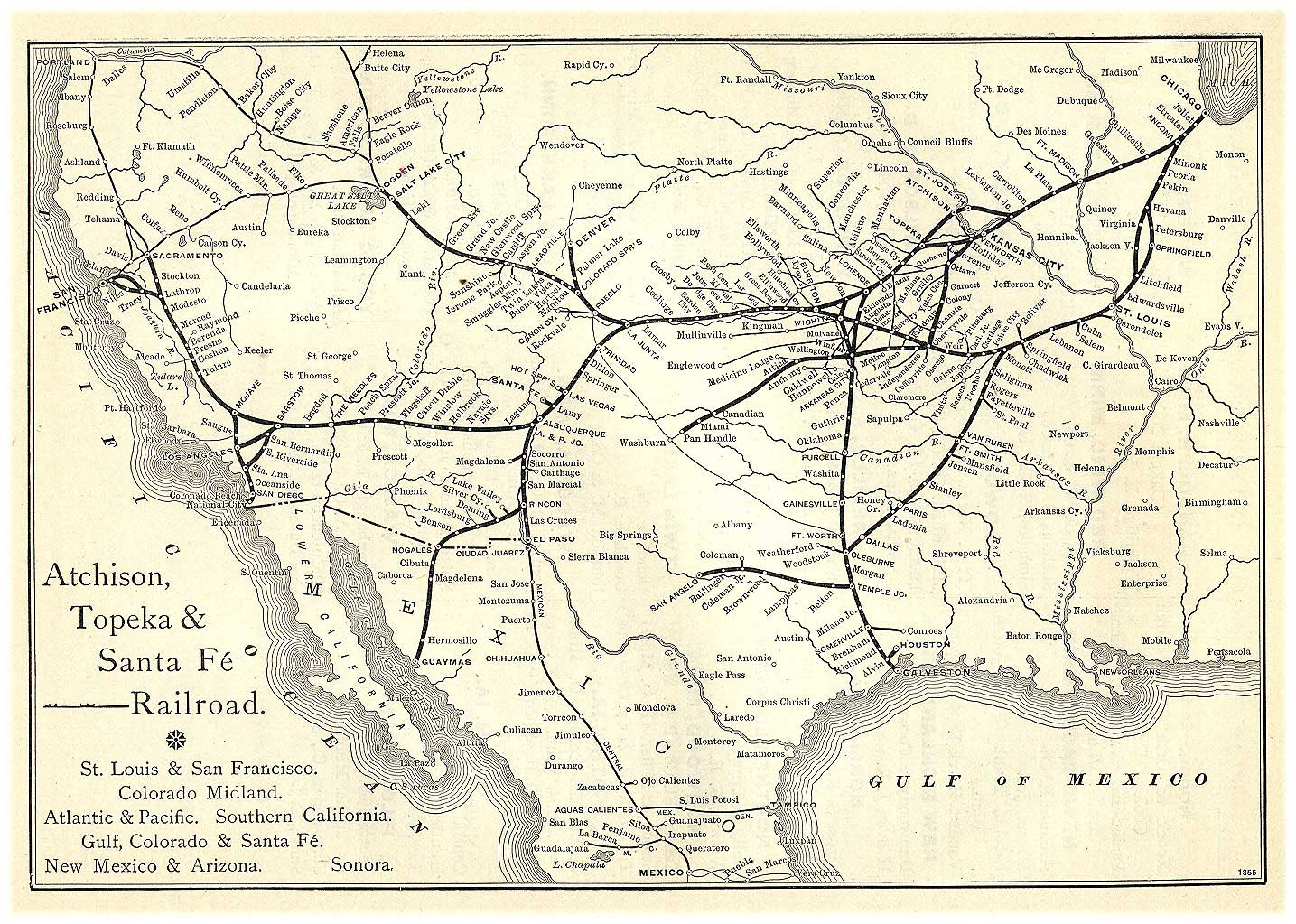
《谷物经销商和货运商地名录》（Grain Dealers and Shippers Gazetteer）中的艾奇遜、托皮卡和聖塔菲鐵路线路图

地名辞典或地名录（英語：gazetteer）是与地图或地圖集配合使用的地理辞典或目录。其通常包含有关国家、地区或大陆的地理结构、社会统计和自然特征之信息，还可能包含某地位置、山峰与水道的尺寸、人口、GDP和识字率等信息。这些信息通常按主题分类，并以字母顺序列出条目。
据悉，自希臘化時代起就已有古希腊地名录。雕版印刷普及后，中国士绅开始致力于为当地编纂地名录。地理学家拜占庭的斯特凡诺斯在六世纪编纂了一本地理词典（目前部分已佚），影响了后来的欧洲编纂者。

### 书目
- Aurousseau, M. . The Geographical Journal. 1945, 105 (1/2): 61–67. JSTOR 1789547. doi:10.2307/1789547.